# Мишавока
Мишавока (англ. Mishawaka) — город в округе Сент-Джозеф в штате Индиана США. По данным переписи 2020 года, численность населения составляла 51 063 человека.

## Население
| 2010   | 2020    |
| ------ | ------- |
| 48 252 | ↗51 063 |